# Danza di sangue - Dancer Upstairs
Danza di sangue - Dancer Upstairs (The Dancer Upstairs) è un film del 2002 diretto da John Malkovich, al suo debutto in regia in un lungometraggio.

## Trama
Il detective Agustín Rejas segue l'anarchico Ezequiel, a capo di una rivolta e alla ricerca di persone oppresse dal governo fascista di un paese latino-americano non specificato.

## Produzione
Il progetto prende vita nel dicembre 1997. Le riprese del film sono state effettuate in Ecuador (a Quito), Spagna (a Madrid) e in Portogallo (a Lisbona, Espinho e Porto).

## Distribuzione
Il film viene presentato al Sundance Film Festival l'11 gennaio 2002, alla Mostra Internazionale d'Arte Cinematografica di Venezia il 6 settembre ed al Festival Internazionale del Cinema di San Sebastián il 19 settembre.
La pellicola viene distribuita nei cinema spagnoli a partire dal 20 settembre 2002, nelle sale italiane arriva invece il 10 gennaio 2003.

## Riferimenti storici
Il film è ispirata all'insurrezione maoista avvenuta in Perù, conosciuta col nome di Sentiero Luminoso il cui leader era Abimael Guzmán.

## Premi e riconoscimenti
- 2002 - Mostra Internazionale d'Arte Cinematografica
  - Vinto Rota Soundtrack Award ad Alberto Iglesias
- 2002 - Chicago International Film Festival
  - Nomination per il New Directors Competition a John Malkovich
- 2004 - Chlotrudis Awards
  - Nomination per il Miglior attore a Javier Bardem
- 2004 - Political Film Society
  - Nomination per il PFS Award